# Xã Deer Creek, Quận Allen, Kansas
Xã Deer Creek (tiếng Anh: Deer Creek Township) là một xã thuộc quận Allen, tiểu bang Kansas, Hoa Kỳ. Năm 2010, dân số của xã này là 129 người.